# Malgesso
Malgesso est une commune italienne de la province de Varèse dans la région Lombardie en Italie.

## Toponyme
Attesté comme Malzeso, composé du latin malu et cessu, qui signifie soit mauvais passage, soit mauvais retrait.

## Administration
| Période                                  | Période  | Identité        | Étiquette | Qualité |
| ---------------------------------------- | -------- | --------------- | --------- | ------- |
| 8/6/2009                                 | En cours | Luigi Franzetti | Lega Nord |         |
| Les données manquantes sont à compléter. |          |                 |           |         |

## Géographie
Cette commune appartient à l'Union des communes Ouest-Lac de Varèse.

### Hameaux
Molino Franzetti, Poiana, Cascina Selvetta, Cascina Collina, Cascina Mirabello, Roncaglia, Cascine San Michele, Cascina Costanza, Cascina Vigna

### Communes limitrophes
| Brebbia          | Besozzo          | Bardello |
| Brebbia          | Malgesso         | Bregano  |
| Travedona-Monate | Travedona-Monate | Bregano  |